# Thirty Seconds to Mars
Thirty Seconds to Mars (стилизовано као 30 Seconds to Mars) америчка је рок музичка група из Лос Анђелеса. Основана је 1998. и чине је браћа Џаред Лето (главни вокалиста, гитара, бубњеви, клавијатура) и Шенон Лето (бубњеви, удараљке). Током свог постојања, претрпела је разне промене састава, при чему су браћа Лето били једини стални чланови.
Од септембра 2014. продали су преко 15 милиона албума широм света. Група је константно наступала у распродатим турнејама. Позната је по својим енергичним наступима уживо и по спајању елемената из широког спектра жанрова, кроз употребу филозофских и духовних текстова, концептуалних албума и експерименталне музике. Thirty Seconds to Mars је током своје каријере добио неколико награда и признања, а и оборио Гинисов рекорд.

## Дискографија
Студијски албуми
- (2002)
- (2005)
- (2009)
- (2013)
- (2018)
- (2023)